# المنظمة العربية لمكافحة الفساد
المنظمة العربية لمكافحة الفساد، هي مؤسسة غير ربحية مستقلة لا تسعى إلى الربح، تهدف إلى تعزيز الشفافية والحكم الصالح في العالم العربي. تجهد المنظمة، من خلال مجموعة من البرامج والمنشورات، لمكافحة الفساد، ثقافةً وممارسة، وتعميم الوعي بأثاره المدمرة على الاستقرار السياسي والتنمية الاقتصادية والاجتماعية.

## الهوية
المنظمة العربية لمكافحة الفساد، مؤسسة خيرية مستقلة لا تهدف إلى الربح. تأسست سنة 2005، وتم تسجيلها في المملكة المتحدة، وإتخذت بيروت– لبنان مقراً عاماً لها. ولقد أصدرت الحكومة اللبنانية مرسوما جمهورياً رقم 15579 بتاريخ 13 يونيو 2005 تم بموجبه منح المنظمة كافة الامتيازات والحصانات اللازمة لممارسة مهامها أسوة بالمنظمات الدولية والإقليمية العاملة في اطار الأمم المتحدة.
ولقد تأسست المنظمة إثر مؤتمر عقده مركز دراسات الوحدة العربية في بيروت في الفترة 20-23 سبتمبر 2004 حضره نخبة متقدمة من المفكرين وأصحاب المشورة والعاملين في الحقل العام، جمعهم اهتمامهم بأمور الشفافية ومناهضة الفساد والحكم الصالح في الأقطار العربية. وذلك تعزيزاً للقدرات من أجل تأسيس شبكة عربية متكاملة من مؤسسات متخصصة تعمل على دعم المجتمع الأهلي العربي ومؤسساته المدنية.

## الأهداف
تسعى المنظمة العربية لمكافحة الفساد إلى تعزيز الحكم الصالح المفاهيم الديمقراطية في المجتمع العربي من خلال ما يلي:
- إحداث الوعي وتوسيع الإدراك بأهمية مناهضة الفساد وحماية المصالح العامة والمال العام.
- كشف التأثير السـيئ للفساد على الوئام والتماسك الاجتماعي وعلى عملية التنمية المستدامة والاضرار التي يلحقها بالاقتصاد الوطني والثروة القومية.
- توجيه أهتمام الموطنين ومؤسسات المجتمع المدني نحو أهمية النشاط المعادي للفساد، وأهمية كشف مواقع الفسـاد وفضحها والإصرار على أصلاح الأوضاع.
- تشجيع ثقافة وممارسات الشفافية والتداول الحر للرأي والمعلومات وإرسـاء قواعد ومستلزمات بناء الحكم الصالح عبر تعزيز الديمقراطية والرقابة والمحاسبة والتي بدورها تأسس لمنع الفســاد.
- رصــد وتشـــخيص القصور الهيكلي في نظم المحاسـبة العامـة في الادارات الحكومية، وفي شركات ومؤسسات القطاع الخاص والمجتمع المدني.

## الوسائل
تتوخى المنظمة، من اجل تحقيق أهدافها، سلوك الطرق والوسائل التالية:
- جمع ودراسـة ومراقبة المعلومات المتعلقة بالفساد في الحياة العامة ومن مختلف المصادر المتوفرة إصدار تقارير دورية حولها. ويشمل ذلك القوانين والاجراءات المتبعة في الدول العربية، والتي لها علاقة بالفساد، واقتراح أية تعديلات أيجابية على ذلك.
- تنظيم المؤتمرات والحلاقات الدراسية والمحاضرات ونشر نتاج ذلك وأية مقالات ودراسات أخرى مما يؤدي إلى تنمية الوعي واللإدراك للمواضيع المتعلقة بالفساد.
- زيارة الدول العربية والتداول مع مسؤولي الأجهزة والمؤسسـات الرسمية ومنظمات المجتمع المدني فيها بما يؤدي إلى التعريف بأهداف المنظمة.
- التواصل مع المؤسسات الدولية التي تعني بمناهضة الفساد والتنسيق معها بما يؤدي إلى المساهمة في النشاط الدولي المعني بمكافحة الفساد.

## المنهج
تنظر المنظمة إلى الفساد في الوطن العربي باعتباره مرضاً لا يفتك فقط في التركيب الأخلاقي والقييمي للمجتمع العربي، إنما يتجاوز ذلك لتهديد النمو الاقتصادي وحركة التنمية والإنماء.
ففي مكافحتها للفساد، تسعى المنظمة لتحرير قطاعات النشاط الاقتصادي العامة منها والخاصة من السلوكيات المرتبطة بالفساد والمعيقة لنمو الديمقراطية، وحرية الرأي وتبادل الأفكار وتوسيع نشرها. كما تسعى المنظمة على تشجيع الحكم الصالح والذي بدوره يؤدي إلى إزالة معالم الفساد السياسي ومسلكيته الشائنة.

## الهيكل التنظيمي

### مجلس الأمناء
أعضاء مجلس الأمناء (بحسب الترتيب الأبجدي):
- د. ابتسام الكتبي، الإمارات العربية المتحدة.
- أ. أديب الجادر، عضو مجلس الإدارة، العراق.
- أ. أحمد عبيدات، الأردن.
- د. إسماعيل الشطي، عضو مجلس الإدارة، الكويت.
- د. رشيدة بنمسعود، المغرب.
- د. جورج قرم، عضو مجلس الإدارة، لبنان.
- د. سليم الحص، رئيس مجلس الإدارة / رئيس مجلس الأمناء، لبنان.
- أ. طارق البشري، مصر.
- د. طاهر كنعان، عضو مجلس الإدارة، الأردن /فلسطين.
- أ. طلال أبو غزالة، الأردن.
- أ. عبد الحميد مهري، الجزائر.
- أ. عبد الله النيباري، عضو مجلس الإدارة، الكويت.
- د. علي فخرو، البحرين.
- د. عزمي بشارة، الأرض المحتلة/ فلسطين.
- د. غسان سـلامة، لبنان.
- د. محمد الحموري، الأردن.
- د. محمد عبد الملك المتوكل، اليمن.
- أ. محمد فاضل زيان، ليبيا.
- د. نادر فرجاني، مصر.

## التمويل
تعتمد المنظمة العربية لمكافحة الفساد في تمويل نشاطها على التبرعات غير المشروطة التي تتلقاها من الافراد والمنظمات الذين يدعمون أهداف المنظمة وبرامجها. تأمل المنظمة أن تستطيع من خلال نشاطها توسيع قاعدة المتبرعين لها بما يؤسس لوقفية كافية لتأكيد استمراريتها وفعاليتها.